# Вербовичи

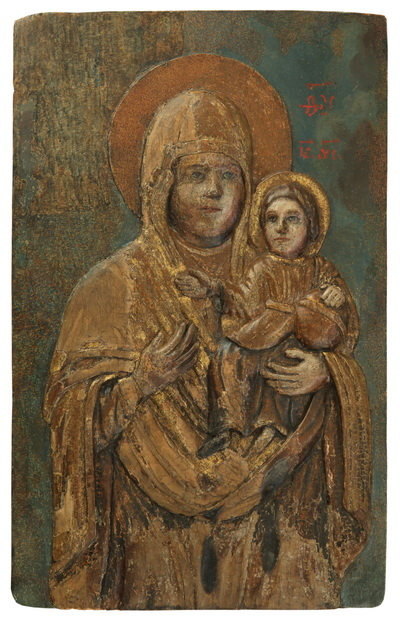
Барельефная икона из дерева, с резьбой и полихромией из Вербович. XVII век. Национальный художественный музей Республики Беларусь

Вербовичи (бел. Вербавічы) — агрогородок в Наровлянском районе Гомельской области Беларуси. Административный центр Вербовичского сельсовета.
Около деревни месторождение мергеля.

## География

### Расположение
На востоке граничит с Полесским государственным радиационно-экологическим заповедником.
В 10 км на юг от Наровли, 27 км от железнодорожной станции Ельск (на линии Калинковичи — Овруч), 188 км от Гомеля.

### Гидрография
На реке Мытва (приток реки Припять), На востоке мелиоративные каналы.

## Транспортная сеть
Транспортные связи по автодороге Киров — Наровля, которая проходит через деревню. Планировка состоит из длинной криволинейной улицы, ориентированной с юго-востока на северо-запад, к центру которой присоединяется короткая улица. Застройка двусторонняя, преимущественно деревянная, усадебного типа.

## История
Обнаруженные археологами поблизости деревни остова старинного поселения и группы курганов времен Киевской Руси свидетельствуют о заселении этих мест с давних времён. По письменным источникам известна с XVI века как деревня Вербковичи в Мозырском повете Минского воеводства Великого княжества Литовского. В 1750-51 годах жители участвовали в антифеодальном восстании. С 1764 года владение Аскерко с начала XIX века — Горватов. С XVIII века действовала Параскевская церковь. 17 апреля 1847 года церковь сгорела и в 1853 году построена новая, кирпичная (является памятником архитектуры позднего барокко).
После 2-го раздела Речи Посполитой (1793 год) в составе Российской империи. В 1795 году село. В 1850 году владение полковника Бразина. В 1864 году открыто народное училище, которое размещалась в наёмном крестьянском доме. Согласно переписи 1897 года действовали церковь, народное училище, хлебозапасный магазин, трактир, в Наровлянской волости Речицкого уезда Минской губернии.
С 20 августа 1924 года центр Вербовичкого сельсовета Наровлянского, с 25 декабря 1962 года Ельского, с 6 января 1965 года Наровлянского района Мозырского (с 26 июля 1930 года и с 21 июня 1935 года до 20 февраля 1938 года) округа, с 20 февраля 1938 года Полесской, с 8 января 1934 года Гомельской областей.
В начале 1925 года открыто почтовое отделение. В 1930 году организованы колхозы «Коммунар» и «Новые Вербовичи», работали ветряная мельница (с 1922 года) и кузница. В 1932 году к деревне присоединены посёлки Буглаки, Мелехи, Нидеичи, в 1939 году хутора Свирки и Мелехи. В 1936 году начальная школа преобразована в 7-летнюю. Во время Великой Отечественной войны действовала подпольная группа (руководитель Н. Кулаженко). В бою за деревню и окрестности в ноябре 1943 года погиб 21 советский солдат (похоронены в братской могиле в центре деревни). 179 жителей погибли на фронте. Согласно переписи 1959 года центр колхоза «Октябрь». Располагались мастерская комбината бытового обслуживания, средняя школа, Дом культуры, библиотека, фельдшерско-акушерский пункт, отделение связи, 3 магазина, детский сад.
28 июня 1982 года над деревней Вербовичи потерпел катастрофу самолёт Як-42 советской компании Аэрофлот, выполнявший рейс 8641 (Ленинград—Киев). Всего погибли 132 пассажиров и членов экипажа.

## Население

### Численность
- 2020 год — 101 хозяйство, 113 жителей

### Динамика
- 1795 год — 26 дворов.
- 1850 год — 28 дворов, 161 житель
- 1885 год — 32 двора, 266 жителей
- 1908 год — 86 дворов, 572 жителя
- 1959 год — 1150 жителей (согласно переписи)
- 2004 год — 101 хозяйство, 276 жителей

## Культура
- Дом культуры
- Библиотека

## Достопримечательность
- Церковь Святой Параскевы Пятницы (XVIII век).
- 28 июня 2021 года в лесном массиве вблизи Вербович открыт памятный знак погибшим в авиакатастрофе самолёта ЯК-42[2].

## Известные уроженцы
- С. В. Кохненко (1914—1977) — учёный-ихтиолог, доктор биологических наук[3]
- Н. Н. Дубенок — доктор сельскохозяйственных наук, академик РАН
- В. Н. Щедрина — белорусский писатель, заслуженный работник культуры Беларуси
- А.Н. Омельченко (1938-2024) - юрист, помощник Генерального Прокурора РФ.